# Grisbådarna

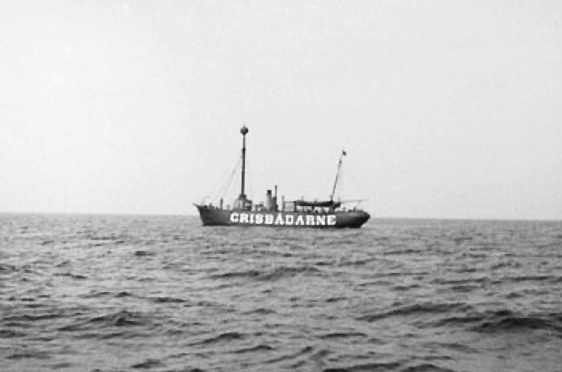
Fyrskepper 10B Grisbådarne (1900-1930), tidigare och också senare 10B Fladen, fotograferad omkring 1910.

Grisbådarna är ett havsområde i nordöstra Skagerrak beläget i öppna havet 8 kilometer nordväst om Kosteröarna i Strömstads kommun, Bohuslän, Västra Götalands län. Området sträcker sig i norr ända fram till Sveriges gräns mot Norge. 
Inom området finns många små skär och grund, området är extremt svårnavigerat. Norr om området ligger den norska arkipelagen kring ön Tisler och ön Heja.
Sveriges västligast belägna punkt finns på ön Stora Drammen, som ligger vid Grisbådarna.
Området har under långa tider gett Kosters fiskare goda fångster av hummer.
Grisbådarna ligger inom Kosterhavets nationalpark.

## Gränstvist
Från slutet av 1800-talet fram till att skiljedom avkunnades år 1909 rådde en upprörd tvist mellan Sverige och Norge angående sjögränsen i området som gällde förutom Grisbådarna även Skötegrundet och Heja. Oklarheterna var en följd av bristfälliga bestämmelser vid gränsdragningsförrättningen efter freden i Roskilde år 1658. Permanenta skiljedomstolens i Haag utslag blev att gränslinjen drogs så, att Grisbådarna tillföll Sverige och Skötegrundet Norge.

## Fyrskeppsstation
Mellan år 1900 och 1929 fanns det svenska fyrskeppet Fyrskepp nr 10B Fladen, stationerat väster om Grisbådarna. Fyrskeppsstationen drogs in 1929, då den ersattes av en lys- och klockboj med Agaljus. Fyrskeppet flyttades tillbaka till Fladen och blev senare museifartyg i Göteborg.

## Fyr
För att underlätta passagen från Skagerrak in mot svenska kusten söder om Grisbådarna uppfördes år 1926 en fyr på Klövningarna.

## Spritsmuggling
Åren kring 1920 hade spritförbud införts i Norge och motboken i Sverige, vilket gav incitament till en betydande smugglingstrafik via Strömstad. Havsområdet väster om Grisbådarna var grunt med goda ankringsmöjligheter och låg på internationellt vatten, vilket möjliggjorde för spritlastade fartyg  att ankra upp och lasta om till mindre fartyg utan möjlighet till ingripande på omlastningsplatsen från tull och polis. Verksamheten försvårades 1924 av att den svenska territorialgränsen utvidgades till en sjömil, samt att en så kallad Helsingfors-konvention antogs av Sverige, Finland och Norge som samma år gav tullmyndigheterna rätt att ingripa mot fartyg även när de befann sig utanför staternas nationalgränser.
En betydande aktör i denna smugglingsverksamhet var den legendariske storsmugglaren Ernst Bremer. Bland annat förlorade han 1923 som ägare en gammal tysk hjulångare "Greifswald" som förliste med en stor spritlast, och han åtalades 1929 i Norge för att ha smugglat in 330 000 liter sprit till Norge.